# دنیل ویلینگتون
دنیل ویلینگتون (انگلیسی: Daniel Willington؛ زادهٔ ۱ سپتامبر ۱۹۴۲) بازیکن فوتبال اهل آرژانتین است.
از باشگاه‌هایی که در آن بازی کرده‌است می‌توان به باشگاه فوتبال ولز سارسفیلد و باشگاه فوتبال اتلتیکو هوراکان اشاره کرد.
وی همچنین در تیم ملی فوتبال آرژانتین بازی کرده‌است.